# 徐文靖
徐文靖（1667年—？），字位山，一字禺尊，當塗人，清朝政治人物。

## 生平
康熙六年（1667年）出生，父徐章達，以孝義稱鄉里。家境清寒。雍正元年（1723年），57歲中舉，都察院孫靜軒力薦應試博學鴻詞科，未試。乾隆九年，著作被侍讀學士張鵬翀看中，上呈皇帝。乾隆十六年，安徽巡撫再度推薦其經學，乾隆閱畢《語助七字詩》嘆道：“詩屬創體，苦無屬和。”，授翰林院檢討。不久告還。靜居石臼湖畔。卒年不詳。

## 著作
著有《竹書紀年統》、《禹貢會》、《山河兩戒考》、《管城碩記》、《正字通略記》4卷。

## 延伸阅读
[在维基数据编辑]
 《清史稿·卷485》，出自趙爾巽《清史稿》